# Safaga
Safaga o Port Safaga o Bur Safaga in arabo سفاجا‎? è una città dell'Egitto, porto e centro turistico sul Mar Rosso.
Situata 53 km a sud di Hurghada e a 220 da Luxor, fu fondata tra il 282 a.C. e il 268 a.C., originalmente col nome di Filotera, in onore della defunta sorella del faraone Tolomeo II Filadelfo, e rimase a lungo un importante porto mercantile; è uno dei più importanti centri turistici della riviera del Mar Rosso, rinomata per l'atmosfera tersa e pulita, le spiagge di fine sabbia bianca e la presenza sorgenti d'acqua mineralizzata, altamente salina, indicata per il trattamento di artrite reumatoide, psoriasi e altre patologie cutanee. Molto praticate sono anche le attività di snorkeling sulla barriera corallina (biotopo molto importante e ricco, ospitando, tra gli altri, tonni, squali e mante), kitesurf e windsurf (sport del quale, nel 1993, ha ospitato i Campionati Mondiali). Molto attrattivo è anche il piccolo villaggio che circonda il porto, noto per la vivace movida notturna. La città è collegata da un'importante arteria stradale con Qena e con le zone archeologiche della valle del Nilo, attraverso il Deserto orientale.